# GE Plastics
GE Plastics was de tak van General Electric die kunststoffen fabriceerde, en was onderdeel van de divisie GE Industrial.
GE Plastics heeft in 1971 een vestiging in Bergen op Zoom opgericht. Aanvankelijk was dit een joint venture met Akzo, en later werd deze joint venture ontbonden en ging het bedrijf verder als GE Plastics. Er kwamen elf fabrieken op het terrein te staan en het aantal medewerkers groeide tot 1500. 
Hier werden onder andere Lexankorrels vervaardigd. Dit betreft polycarbonaat, dat onder andere gebruikt wordt als breukbestendige vervanger voor vensterglas en in CD's. Daarnaast werd Noryl (Polyfenyleenoxide, een zogenaamde 'engineering plastic') en BPA (BisPhenol-A, een grondstof voor epoxyharsen en polycarbonaat) geproduceerd. Als grondstof wordt onder meer chloor gebruikt, dat ter plaatse wordt verkregen door membraanelektrolyse van keukenzout. Daar als afvalproduct zout water vrijkomt is de ligging aan een zout oppervlaktewater een vereiste. De jaarproductie bedroeg in 1990 ongeveer 46 kton chloor en 51 kton natronloog.
Het complex is in 2007 overgenomen door het Saoedische concern SABIC, nadat General Electric vond dat het te weinig winstgevend was. Het omvat tevens de hoofdzetel van de divisie: Sabic Innovative Plastics, alsmede een distributiecentrum.